# MK-CONNECTION
MK-CONNECTION（えむけーこねくしょん）は、金月真美と國府田マリ子2人による声優ユニット。2012年デビュー。解散発表はしていないが、2013年5月のライブを最後に活動していない。

## 経歴
2011年6月27日（日）に開催された『PPPH祭り 5th FANFARE』にて、金月真美と國府田マリ子がデュエットで曲を披露したことをきっかけに、2012年6月27日にアニソンカバーアルバム「MK-CONNECTION Mk-I」でデビュー。
CD収録楽曲はいずれも人気アニメソングをカバーしている。
2ndカバー・アルバムとして2012年11月21日に「MK-CONNECTION Mk-Ⅱ」を発売。発売記念イベントやLIVE CONNECTを開催している。
公式イベントは2013年5月19日の「東京タワーTV」公開生放送ライブを最後に行っていない。

## メンバー
| 名前         |
| ------------ |
| 金月真美     |
| 國府田マリ子 |

## ディスコグラフィ

### カバー・アルバム
|     | 発売日         | タイトル            | 規格品番  |
| --- | -------------- | ------------------- | --------- |
| 1st | 2012年6月27日  | MK-CONNECTION Mk-I  | TSCM-0003 |
| 2nd | 2012年11月21日 | MK-CONNECTION Mk-II | TSCM-0007 |

## イベント
- Symphony No.5 presents "LIVE CONNECT 2012"（2012年10月21日）
- 2nd ミニアルバム 発売記念イベント（2012年12月2日〜2013年1月27日）
- 「東京タワーTV」公開生放送ライブ（2013年5月19日）